# 67e Primetime Emmy Awards
De 67e Primetime Emmy Awards, waarbij prijzen werden uitgereikt in verschillende categorieën voor de beste televisieprogramma's die in primetime op de Amerikaanse zenders werden uitgezonden tussen 1 juni 2014 en 31 mei 2015, vond plaats op 20 september 2015 in het Microsoft Theater in Los Angeles. De plechtigheid werd gepresenteerd door Andy Samberg.
De genomineerden werden bekendgemaakt op 16 juli door Uzo Aduba en Cat Deeley.
Game of Thrones behaalde een nieuw record met twaalf Emmy Awards.

## Winnaars en genomineerden
De winnaars staan bovenaan in vet lettertype. Vermeld zijn de categorieën die werden uitgereikt tijdens de televisie-uitzending.

### Programma's
| Komedieserie (Outstanding Comedy Series) | Dramaserie (Outstanding Drama Series)                                                                                |
| --- | --- |
| - Veep - Louie - Modern Family - Parks and Recreation - Silicon Valley - Transparent - Unbreakable Kimmy Schmidt                                                                           | - Game of Thrones - Better Call Saul - Downton Abbey - Homeland - House of Cards - Mad Men - Orange Is the New Black |
| Miniserie (Outstanding Limited Series) | Reality competitie (Outstanding Reality-Competition Program)                                                         |
| - Olive Kitteridge - American Crime - American Horror Story: Freak Show - The Honorable Woman - Wolf Hall                                                                                  | - The Voice - The Amazing Race - Dancing with the Stars - Project Runway - So You Think You Can Dance - Top Chef     |
| Variété talkshow (Outstanding Variety Talk Series) | Variété sketchshow (Outstanding Variety Sketch Series)                                                               |
| - The Daily Show with Jon Stewart - The Colbert Report - Jimmy Kimmel Live! - Last Week Tonight with John Oliver - Late Show with David Letterman - The Tonight Show Starring Jimmy Fallon | - Inside Amy Schumer - Drunk History - Key & Peele - Portlandia - Saturday Night Live                                |

### Acteurs

#### Hoofdrollen
| Mannelijke hoofdrol in een komedieserie (Outstanding Lead Actor in a Comedy Series) | Vrouwelijke hoofdrol in een komedieserie (Outstanding Lead Actress in a Comedy Series) |
| --- | --- |
| - Jeffrey Tambor als Maura Pfefferman – Transparent - Anthony Anderson als Andre Johnson – Black-ish - Louis C.K. als Louie – Louie - Don Cheadle als Marty Kaan – House of Lies - Will Forte als Phil Miller – The Last Man on Earth - Matt LeBlanc als Matt LeBlanc – Episodes - William H. Macy als Frank Gallagher – Shameless | - Julia Louis-Dreyfus als Selina Meyer – Veep - Edie Falco als Jackie Peyton – Nurse Jackie - Lisa Kudrow als Valerie Cherish – The Comeback - Amy Poehler als Leslie Knope – Parks and Recreation - Amy Schumer als Amy – Inside Amy Schumer - Lily Tomlin als Frankie – Grace and Frankie                                                                                                |
| Mannelijke hoofdrol in een dramaserie (Outstanding Lead Actor in a Drama Series) | Vrouwelijke hoofdrol in een dramaserie (Outstanding Lead Actress in a Drama Series) |
| - Jon Hamm als Don Draper – Mad Men - Kyle Chandler als John Rayburn – Bloodline - Jeff Daniels als Will McAvoy – The Newsroom - Bob Odenkirk als Jimmy McGill – Better Call Saul - Liev Schreiber als Ray Donovan – Ray Donovan - Kevin Spacey als Francis Underwood – House of Cards                                             | - Viola Davis als Annalise Keating – How to Get Away with Murder - Claire Danes als Carrie Mathison – Homeland - Taraji P. Henson als Cookie Lyon – Empire - Tatiana Maslany als diverse personages – Orphan Black - Elisabeth Moss als Peggy Olson – Mad Men - Robin Wright als Claire Underwood – House of Cards                                                                         |
| Mannelijke hoofdrol in een miniserie of televisiefilm (Outstanding Lead Actor in a Limited Series or a Movie) | Vrouwelijke hoofdrol in een miniserie of televisiefilm (Outstanding Lead Actress in a Limited Series or a Movie) |
| - Richard Jenkins als Henry Kitteridge – Olive Kitteridge - Adrien Brody als Harry Houdini – Houdini - Ricky Gervais als Derek – Derek: Special - Timothy Hutton als Russ – American Crime - David Oyelowo als Peter Snowden – Nightingale - Mark Rylance als Thomas Cromwell – Wolf Hall                                          | - Frances McDormand als Olive Kitteridge – Olive Kitteridge - Maggie Gyllenhaal als Nessa Stein – The Honorable Woman - Felicity Huffman als Barb – American Crime - Jessica Lange als Elsa Mars – American Horror Story: Freak Show - Queen Latifah als Bessie Smith – Bessie - Emma Thompson als Mrs. Lovett – Live from Lincoln Center - Sweeney Todd: The Demon Barber of Fleet Street |

#### Bijrollen
| Mannelijke bijrol in een komedieserie (Outstanding Supporting Actor in a Comedy Series) | Vrouwelijke bijrol in een komedieserie (Outstanding Supporting Actress in a Comedy Series) |
| --- | --- |
| - Tony Hale als Gary Walsh – Veep - Andre Braugher als Ray Holt – Brooklyn Nine-Nine - Tituss Burgess als Titus Andromedon – Unbreakable Kimmy Schmidt - Ty Burrell als Phil Dunphy – Modern Family - Adam Driver als Adam Sackler – Girls - Keegan-Michael Key als diverse personages – Key & Peele                                | - Allison Janney als Bonnie – Mom - Mayim Bialik als Amy Farrah Fowler – The Big Bang Theory - Julie Bowen als Claire Dunphy – Modern Family - Anna Chlumsky als Amy Brookheimer – Veep - Gaby Hoffmann als Alexandria Pfefferman – Transparent - Jane Krakowski als Jacqueline Voorhees – Unbreakable Kimmy Schmidt - Kate McKinnon als diverse personages – Saturday Night Live - Niecy Nash als Denise Ortley – Getting On |
| Mannelijke bijrol in een dramaserie (Outstanding Supporting Actor in a Drama Series) | Vrouwelijke bijrol in een dramaserie (Outstanding Supporting Actress in a Drama Series) |
| - Peter Dinklage als Tyrion Lannister – Game of Thrones - Jonathan Banks als Mike Ehrmantraut – Better Call Saul - Jim Carter als Mr. Carson – Downton Abbey - Alan Cumming als Eli Gold – The Good Wife - Michael Kelly als Doug Stamper – House of Cards - Ben Mendelsohn als Danny Rayburn – Bloodline                           | - Uzo Aduba als Suzanne Warren – Orange Is the New Black - Christine Baranski als Diane Lockhart – The Good Wife - Emilia Clarke als Daenerys Targaryen – Game of Thrones - Joanne Froggatt als Anna Bates – Downton Abbey - Lena Headey als Cersei Lannister – Game of Thrones - Christina Hendricks als Joan Harris – Mad Men                                                                                               |
| Mannelijke bijrol in een miniserie of televisiefilm (Outstanding Supporting Actor in a Limited Series or a Movie) | Vrouwelijke bijrol in een miniserie of televisiefilm (Outstanding Supporting Actress in a Limited Series or a Movie) |
| - Bill Murray als Jack Kenninson – Olive Kitteridge - Richard Cabral als Hector Tontz – American Crime - Damian Lewis als Henry VIII – Wolf Hall - Denis O'Hare als Stanley – American Horror Story: Freak Show - Michael Kenneth Williams als Jack Gee – Bessie - Finn Wittrock als Dandy Mott – American Horror Story: Freak Show | - Regina King als Aliyah Shadeed – American Crime - Angela Bassett als Desiree Dupree – American Horror Story: Freak Show - Kathy Bates als Ethel Darling – American Horror Story: Freak Show - Zoe Kazan als Denise Thibodeau – Olive Kitteridge - Mo'Nique als Ma Rainey – Bessie - Sarah Paulson als Dot & Bette Tattler – American Horror Story: Freak Show                                                               |

### Regie
| Regie van een komedieserie (Outstanding Directing for a Comedy Series) | Regie van een dramaserie (Outstanding Directing for a Drama Series) |
| --- | --- |
| - Transparent (Aflevering: "Best New Girl") – Jill Soloway - The Last Man on Earth (Aflevering: "Alive in Tucson") – Phil Lord en Christopher Miller - Louie (Aflevering: "Sleepover") – Louis C.K. - Silicon Valley (Aflevering: "Sand Hill Shuffle") – Mike Judge - Veep (Aflevering: "Testimony") – Armando Iannucci | - Game of Thrones (Aflevering: "Mother's Mercy") – David Nutter - Boardwalk Empire (Aflevering: "Eldorado") – Tim Van Patten - Game of Thrones (Aflevering: "Unbowed, Unbent, Unbroken") – Jeremy Podeswa - Homeland (Aflevering: "From A to B and Back Again") – Lesli Linka Glatter - The Knick (Aflevering: "Method and Madness") – Steven Soderbergh                                                  |
| Regie van een miniserie, televisiefilm of "dramatic special" (Outstanding Directing for a Limited Series, Movie, or a Dramatic Special) | Regie van een variété serie (Outstanding Directing for a Variety Series) |
| - Olive Kitteridge – Lisa Cholodenko - American Horror Story: Freak Show (Aflevering: "Monsters Among Us") – Ryan Murphy - Bessie – Dee Rees - The Honorable Woman – Hugo Blick - Houdini – Uli Edel - The Missing – Tom Shankland - Wolf Hall – Peter Kosminsky                                                        | - The Daily Show with Jon Stewart (Aflevering: "Show 20103") – Chuck O'Neil - The Colbert Report (Aflevering: "Show 11040") – James Hoskinson - Inside Amy Schumer (Aflevering: "12 Angry Men Inside Amy Schumer") – Amy Schumer en Ryan McFaul - Late Show with David Letterman (Aflevering: "Show 4214") – Jerry Foley - The Tonight Show Starring Jimmy Fallon (Aflevering: "Show 203") – Dave Diomedi |

### Scenario
| Scenario voor een komedieserie (Outstanding Writing for a Comedy Series) | Scenario voor een dramaserie (Outstanding Writing for a Drama Series) |
| --- | --- |
| - Veep (Aflevering: "Election Night") – Simon Blackwell, Armando Iannucci en Tony Roche - Episodes (Aflevering: "Episode 409") – David Crane en Jeffrey Klarik - The Last Man on Earth (Aflevering: "Alive in Tucson") – Will Forte - Louie (Aflevering: "Bobby's House") – Louis C.K. - Silicon Valley (Aflevering: "Two Days of the Condor") – Alec Berg - Transparent (Aflevering: "Pilot") – Jill Soloway | - Game of Thrones (Aflevering: "Mother's Mercy") – David Benioff en D.B. Weiss - The Americans (Aflevering: "Do Mail Robots Dream of Electric Sheep?") – Joshua Brand - Better Call Saul (Aflevering: "Five-O") – Gordon Smith - Mad Men (Aflevering: "Lost Horizon") – Semi Chellas en Matthew Weiner - Mad Men (Aflevering: "Person to Person") – Matthew Weiner |
| Scenario voor een miniserie, televisiefilm of "dramatic special" (Outstanding Writing for a Limited Series, Movie, or a Dramatic Special) | Scenario voor een variété serie (Outstanding Writing for a Variety Series) |
| - Olive Kitteridge – Jane Anderson - American Crime (Aflevering: "Episode One") – John Ridley - Bessie – Dee Rees, Christopher Cleveland, Bettina Gilois en Horton Foote - Hello Ladies: The Movie – Stephen Merchant, Gene Stupnitsky en Lee Eisenberg - The Honorable Woman – Hugo Blick - Wolf Hall – Peter Straughan                                                                                      | - The Daily Show with Jon Stewart - The Colbert Report - Inside Amy Schumer - Key & Peele - Last Week Tonight with John Oliver |